# Формы титулования в Российской империи
Титулование — в сословно-феодальном обществе форма обращения к лицам дворянского происхождения, духовным и государственным служащим для подчёркивания их особого, привилегированного положения в соответствии с присвоенным им титулом, саном, чином.

## История
Слово «государь» в России в старину употребляли безразлично, вместо «господин», «барин», «помещик», «вельможа». В XIX веке к императору обращались «Всемилостивейший Государь», к великим князьям — «Милостивейший Государь», ко всем частным лицам — «милостивый государь» (при обращении к высшему), «милостивый государь мой» (к равному), «государь мой» (к низшему). Слова «сударь» (также с ударением на второй слог), «сударик» (дружественное) употреблялись преимущественно в устной речи.
В допетровской России титулы имели только цари и наследники удельных князей, являвшихся, по сути, монархами в удельных княжествах. Первым начал титуловаться Великим Князем всея Руси Симеон Иванович Гордый; Иван III установил большой и малый титулы. В 1547 году Иван IV принял титул царя; в 1721 Сенат и Синод поднесли Петру I титул императора. Пётр I начал жаловать титулы графа и барона, вместе с ними появились соответствующие титулования: «сиятельство» и «светлость». Последнее позже сохранилось лишь в некоторых княжеских родах (светлейшие князья). С появлением Табели о рангах сложилась система титулования лиц, имеющих чины. После Октябрьской революции 1917 года согласно Декрету об уничтожении сословий и гражданских чинов все титулы вместе с сословиями были упразднены, а правила титулования — отменены.
В современном мире понятие «титулование» получило второе значение в рамках этики межличностных отношений в деловых, научных и профессиональных кругах. В этом случае титулование используется в соответствии с занимаемой должностью либо учёной степенью лица, к которому обращаются. В то же время титулование используется в своём первоначальном понятии в ряде стран, в которых сохранилась монархия в целом либо дворянско-сословные общества в частности (к примеру, Великобритания или дворянское общество России).

## Виды титулования в России

### При обращении к лицам императорской семьи или дворянского происхождения
В России существовали титулы, употреблявшиеся при обращении к членам императорского дома Романовых и лицам дворянского происхождения:
- «Ваше Императорское Величество» — к императору, императрице и вдовствующей императрице;

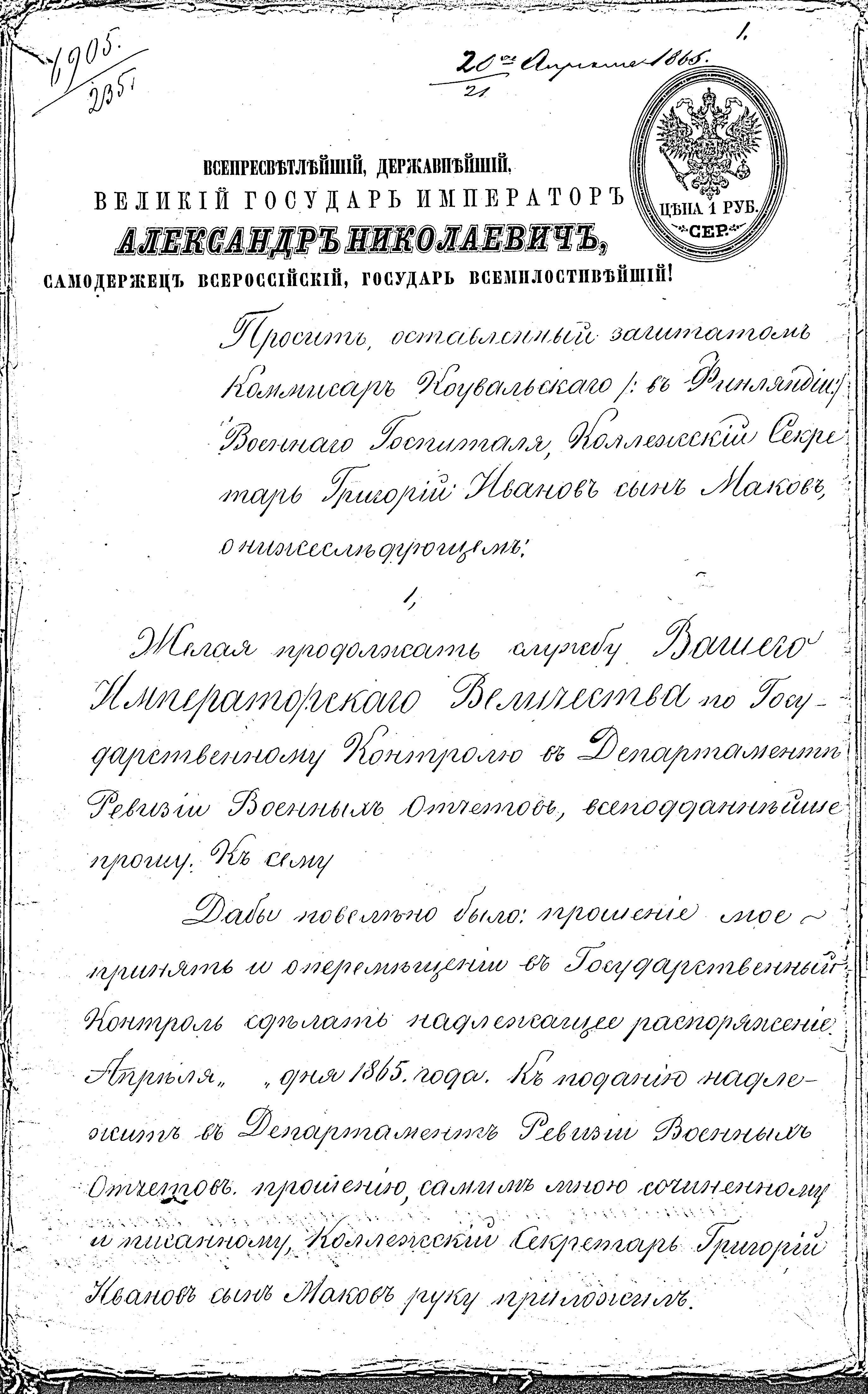
Прошение к Александру II о назначении на должность.

- «Ваше Императорское Высочество» — к великим князьям, великим княгиням и великим княжнам (детям и внукам императора, а в 1797—1886 годах и правнукам и праправнукам императора);
- «Ваше Высочество» — к князьям, княгиням и княжнам императорской крови после 1886 года;
- «Ваша Светлость» — к герцогам; младшим детям правнуков императора и их мужским потомкам, а также к светлейшим князьям по пожалованию;
- «Ваше Сиятельство» — к князьям, графам;
- «Ваше Благородие» — к баронам и всем остальным дворянам.

### При обращении к лицам, имеющим чины в соответствии с «Табелью о рангах»
При обращении к лицам, имевшим те или иные чины, в соответствии с «Табелью о рангах» лица равные по чину или нижестоящие были обязаны употреблять следующие титулы (в зависимости от класса):
- «Ваше высокопревосходительство» — к лицам в чинах 1-го и 2-го классов;
- «Ваше превосходительство» — к лицам в чинах 3-го и 4-го классов;
- «Ваше высокородие» — к лицам в чинах 5-го класса;
- «Ваше высокоблагородие» — к лицам в чинах 6—8-го классов;
- «Ваше благородие» — к лицам в чинах 9—14-го классов.

### При обращении к лицам, имеющим духовный сан
При обращении к лицам, имеющим духовный сан, в России употребляются и поныне следующие титулования:
- «Ваше Святейшество» — к патриарху (до 1721 и после 1917 года);
- «Ваше Высокопреосвященство» — к митрополитам и архиепископам;
- «Ваше Преосвященство» — к епископам;
- «Ваше Высокопреподобие» — к архимандритам, игуменам монастырей и протоиереям;
- «Ваше Преподобие» — к иеромонахам и иереям;
- «Ваше Благовестие» — к протодиаконам и архидиаконам, диаконам и иеродиаконам.
- «Ваше Боголюбие» — между прихожанами[3].

### Титулование лиц, имеющих одновременно титул, сан, чин
В Российской империи распространённой была практика, когда лица дворянского происхождения состояли на царской службе. В данном случае они имели и титул, и чин. С другой стороны, нередкими были случаи, когда дворяне шли на духовную службу и получали сан. В этих случаях имело место доминирование одного вида титулования над другим. Высшим видом титулования являлось титулование по сану, потом по титулу и уже потом по чину. К примеру, если дворянин занимал государственную должность, имел чин IX класса, но титул графа, то в соответствии с правилами титулования обращаться к нему необходимо было «ваше сиятельство» (но никак не «ваше благородие»). С другой стороны, если князь получал духовный сан, то и обращение к нему должно было быть по духовному сану, но не по титулу.